# 188
O ano 188 foi um ano bissexto que começou numa segunda-feira do calendário juliano. suas letras dominicais foram G e F.
| Ano completo                            |
| --------------------------------------- |
| Ano bissexto com início à segunda-feira |

## Eventos

### Império Romano
- Pertinax torna-se procônsul de África.

## Nascimentos
```
Caracala
, imperador romano (m. 217).
```